# المؤتمر الوطني الديمقراطي والفدرالي
المؤتمر الوطني الديمقراطي والفدرالي (بالفرنسية: Convention nationale démocratique et fédérale)‏ هو حزب سياسي في تشاد. في الانتخابات البرلمانية التشادية لعام 2002، فاز الحزب، وفقًا للاتحاد البرلماني الدولي بمقعد واحد من أصل 155 مقعدًا. زعيم الحزب هو علي غولهور.